# Concierto para violín (Barber)

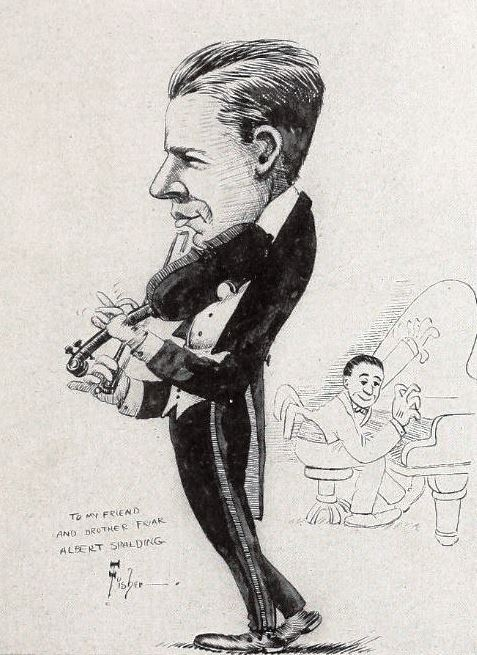
Albert Spalding (por Bud Fisher - Jul 1923), estrenó el concierto en 1941 y fue su principal difusor.

Samuel Barber completó la composición de su Concierto para violín, op. 14, en 1939. Es una obra en tres movimientos, con una duración aproximada de unos 22 minutos.

## Historia de la obra
En 1939, el industrial de Filadelfia Samuel Simeon Fels le encargó a Barber que escribiera un concierto para violín para su protegido, Iso Briselli, graduado en el famoso Curtis Institute of Music en el mismo año que Barber, 1934. Las biografías de Barber escritas por Nathan Broder (1954) y Barbara B. Heyman (1992) hablan de la génesis del concierto durante el período del encargo y el año previo a la primera interpretación. Heyman entrevistó a Briselli y a otras personas familiarizadas con la historia en su publicación. 
A fines de 2010, se pusieron a disposición del público cartas inéditas escritas por Fels, Barber y Albert Meiff (el maestro de violín de Briselli en ese período) provenientes de los Documentos de Samuel Simeon Fels archivados en la Sociedad Histórica de Pensilvania.
Barber aceptó el avance de honorarios de Fels y se fue a Suiza a trabajar en el concierto. Barber comenzó a trabajar en los dos primeros movimientos en Suiza durante el verano de 1939. Esperaba completar el concierto a principios del otoño para cumplir con la fecha límite del 1 de octubre, pero sus planes se vieron interrumpidos debido al estallido de la Segunda Guerra Mundial. A fines de agosto, viajó a París y a continuación tomó un barco a los EE. UU., llegando a principios de septiembre. Después de pasar un breve periodo de tiempo con su familia en West Chester, Pensilvania, continuó su trabajo en el concierto en las Montañas Pocono.
En las cartas de Barber, continúa diciendo que le dio a Briselli "los primeros dos movimientos completos (alrededor de 15 minutos de música) a mediados de octubre y parecía decepcionado de que no tuvieran un carácter virtuoso, y para él era demasiado fácil." Barber  dice que le preguntó a Briselli "qué tipo de técnica brillante se adaptaba mejor a él; pero me dijo que no tenía preferencia". Barber continúa: "En ese momento, aparentemente no le disgustaba la idea de un 'movimiento perpetuo' para el último movimiento". Sin embargo, la versión de Briselli fue que le gustaron mucho los dos primeros movimientos pero sugirió un tercer movimiento más virtuoso.
A mediados de noviembre, Briselli mostró los dos primeros movimientos completos a su citado maestro de violín en Nueva York, Albert Meiff, quien inmediatamente criticó la obra desde el punto de vista violinístico. Meiff escribió una carta a Fels (13 de noviembre) en la que afirmaba que la parte del violín debía someterse a una "operación quirúrgica", dando la razón de que "los adornos técnicos están muy lejos de los requisitos de un violinista moderno" y que la pieza no era adecuada en su estado actual para ser interpretada por Briselli. Meiff dijo que reescribiría la parte de violín en los dos movimientos completos y sugirió que el tercer movimiento se escribiera "con conocimiento del instrumento".
Antes de enviar el tercer movimiento a Briselli, Barber (que ahora enseñaba ya en el Curtis Institute) quiso comprobar su capacidad de ejecución pidiéndole a un alumno de Curtis, Herbert Baumel, que estudiara el movimiento final durante un par de horas y luego se uniera a Barber en el estudio del pianista Josef Hofmann para tocar el movimiento con él. En una carta a Fels del 14 de diciembre, Barber declaró que sentía que esta prueba servía como garantía de que el movimiento era "práctico e interpretable". Barber declaró que "trabajó muy duro" en el último movimiento, terminándolo "en circunstancias que distan mucho de ser las ideales", y envió la parte de violín a Briselli unos dos meses antes del estreno previsto. Sin embargo, Briselli se decepcionó cuando recibió el tercer movimiento y según Barber, sus razones fueron las siguientes: "primero, no podía aprenderlo con seguridad para enero; segundo, para él no era muy violinístico; tercero, no se adaptaba musicalmente a los otros dos movimientos y le parecía bastante intrascendente". Le preguntó a Barber si reescribiría el final para estrenarlo en una fecha posterior si fuera necesario, sugiriendo formas de mejorar el movimiento, como expandirlo a una sonata-rondó. Barber descartó estas sugerencias y optó por mantener su final original, ya que sintió que "no podía destruir un movimiento en el que tengo total confianza, por sinceridad artística conmigo mismo", lo que llevó a Briselli a renunciar a su reclamo sobre el concierto. En la interpretación prevista para el estreno, Briselli lo sustituyó por el consagrado Concierto para violín de Dvořák .
Meiff respondió el 26 de diciembre a una nota manuscrita de Fels con una larga carta de dos páginas que le explicaba a Fels, "punto por punto", los problemas que encontró en la pieza, incluyendo que "no tiene suficiente estructura". —ni fuerte, ni majestuosa— no contiene suficientes momentos dramáticos, todo lo cual contribuye a una interpretación de éxito". Criticó el final en particular, afirmando que "fue una idea peligrosa desde el principio, hacer un  movimiento perpetuo... sin un respiro de descanso y sin partes melódicas... un final arriesgado y aburrido... .fue una idea equivocada, y el Sr. Barber debería admitirlo".
La obra fue interpretada en privado a principios de 1940 por el propio Herbert Baumel con la Orquesta del Instituto Curtis bajo la dirección de Fritz Reiner. Después de esta actuación, Eugene Ormandy programó su estreno oficial en un par de actuaciones del violinista Albert Spalding con la Orquesta de Filadelfia en la Academia de Música en febrero de 1941. Esas actuaciones fueron seguidas el 11 de febrero de 1941 por una repetición en el Carnegie Hall, y desde ese momento, la pieza entró rápidamente en el repertorio estándar para violín y orquesta, y se ha convertido en uno de los conciertos más famosos e interpretados del siglo XX.
Tuvo su estreno en el Reino Unido interpretado por Eda Kersey en un concierto de los Proms en 1943.
No completamente satisfecho con la obra, Barber la reelaboró en 1948-1949. La versión final fue estrenada en enero de 1949 por Ruth Posselt y la Orquesta Sinfónica de Boston bajo la dirección de Serguéi Kusevitski y publicada el mismo año por la editorial Schirmer.

## Estructura
1. Alegro
2. Andante
3. Presto en moto perpetua

El tono íntimo, casi de cámara, de este concierto se refleja en la instrumentación. El concierto está escrito para dos flautas, oboes, clarinetes, fagots, trompas y trompetas; timbales, caja, piano y cuerdas.
Barber proporcionó estas notas de programa para la función de estreno:
El primer movimiento, Allegro molto moderato, comienza con un primer tema lírico anunciado de inmediato por el solo de violín, sin ninguna introducción orquestal. Este movimiento en su conjunto probablemente tiene más el carácter de una sonata que la forma de un concierto. El segundo movimiento, Andante sostenuto, es introducido por un solo de oboe extenso. El violín entra con un tema contrastante y rapsódico, tras lo cual repite la melodía de oboe del inicio. El último movimiento, un Perpetuum mobile, explota el carácter más brillante y virtuoso del violín.
Los dos primeros movimientos del concierto contrastan en su lirismo tranquilo con el más alto nivel de disonancia y el tempo furioso del finale.
El primer movimiento se abre inmediatamente con el solista introduciendo el primer tema. Se despliega una matizada veta melódica de tristeza: esta melancolía latente es particularmente perceptible cuando el clarinete desenrolla la larga y expresiva frase en mi menor que sirve de segundo tema. Más adelante, un diseño de tempo más vivo conduce a un breve estallido disonante basado en el primer tema, inesperado en el clima sosegado que prevalece a lo largo de la pieza. El desarrollo da un gran lugar al vuelo lírico del solista. Una cadencia corta conduce a una coda tranquila, donde el recuerdo del primer tema se disipa en un acorde de sol largo.
El Andante comienza en Do sostenido menor y termina en Mi mayor, y adopta una forma ABA: el tema A lo enuncia el oboe mientras que el enunciado del elemento B vuelve al solista. La atmósfera aquí se oscurece con matices introspectivos que sugieren los recuerdos y las luchas de un pasado lejano enterrado en la memoria.
El Presto final se eleva sobre un ritmo irregular y en una textura relativamente disonante que atestiguan la voluntad de Barber de explorar nuevos territorios, y el carácter de perpetuum mobile impone a la parte solista unas exigencias innegables en cuanto a virtuosismo.

## Discografía
- Louis Kaufman, Orquesta del Festival de Lucerna dirigida por Walter Goehr; primera grabación del concierto en 1953 (Música y artes) YouTube
- Isaac Stern y la Orquesta Filarmónica de Nueva York dirigida por Leonard Bernstein (Sony).
- Ruggiero Ricci y la Pacific Symphony Orchestra dirigida por Keith Clark (Reference Recordings).
- Elmar Oliveira y la Orquesta Sinfónica de Saint-Louis dirigida por Leonard Slatkin en 1986 (EMI).
- Gil Shaham y la Orquesta Sinfónica de Londres dirigida por André Previn en 1993 (Deutsche Grammophon)
- Kyoto Takezawa y la Orquesta Sinfónica de Saint-Louis dirigida por Leonard Slatkin en 1994 (RCA).
- Itzhak Perlman y la Boston Symphony Orchestra dirigida por Seiji Ozawa en 1994 (Warner Classics)
- Joshua Bell y la Orquesta Sinfónica de Baltimore dirigida por David Zinman en 1996 (Decca).
- Hilary Hahn y la Orquesta de Cámara Saint-Paul dirigida por Hugh Wolff en 1999 (Sony).
- James Buswell y la Royal Scottish National Orchestra dirigida por Marin Alsop en 2001 (Naxos).
- James Ehnes y la Orquesta Sinfónica de Vancouver dirigida por Bramwell Tovey en 2006 (CBC Records).
- Mikhaïl Simonyan y la Orquesta Sinfónica de Londres dirigida por Kristjan Järvi en 2011 (Deutsche Grammophon)
- Alexander Gilman y la Orquesta de Ciudad del Cabo dirigida por Perry So en 2011 (Oehms Records)